# 艮塔 (诸暨)
艮塔俗称娄家荡塔，位于中国浙江省绍兴诸暨市暨阳街道浣江畔艮塔公园内，为始建于明万历十三年（1585）的风水塔，位于原县城东北方（艮方），以振其地势，1993-1994年重修。
该塔为七层六面的砖木结构楼阁式砖塔，底层边长2.93米，壁厚1.62米，各层均以相间的菱角牙子和板檐砖叠涩挑出腰檐，平座以砖叠砌，出跳甚浅，无斗栱，底层南北两面相对辟券门，其上各层六面均辟券窗，塔内设砖砌楼梯以供登临（今已封闭保护，不能登临）。